# Юхос, Гергей
Гергей Юхос (венг. Juhos Gergely; род. 14 ноября 1978 года) - венгерский пловец в ластах.

## Карьера
Двукратный призёр Всемирных игр.
Четырёхкратный призёр чемпионатов мира.
Двукратный чемпион Европы и вице-чемпион Европы.
Многократный чемпион Венгрии. В 2004 году был назван спортсменом-подводником года в Венгрии.